# Svéd labdarúgókupa
A svéd labdarúgókupa, hivatalos nevén Svenska Cupen egy évenkénti megrendezésű, kieséses labdarúgókupa-sorozat. A győztesek az Európa-ligába kvalifikálják magukat.

## Lebonyolítás
- Első kör – 68 csapat (harmad- és alacsonyabb osztályok)
- Második kör – 32 csapat az első körből + az első- és a másodosztály csapatai
- Harmadik kör – 32 csapat
- Negyedik kör – 16 csapat
- Ötödik kör – 8 csapat
- Hatodik kör – 4 csapat
- Döntő – 2 csapat